# Zekelita ravulalis
Zekelita ravulalis — вид лускокрилих комах з родини еребід (Erebidae).

## Поширення
Вид поширений у степовій зоні України, Росії і Казахстану.

## Назва
Видова назва від латинського ravus - «жовто-сірий»; через забарвлення переднього крила.